# Dinamo (opera teatrale)
Dinamo (Dynamo) è un'opera teatrale del drammaturgo statunitense Eugene O'Neill, debuttata a Broadway nel 1929.

## Trama
La famiglia Light e i Fife sono in conflitto da lungo tempo per variati motivi, tra cui divergenze religiose: il patriarca dei primi è un pastore protestante, mentre il capofamiglia dei secondi è un ingegnere ateo. Nonostante le differenze, Reuben Light è innamorato di Ada Fife, una donna moderna a cui Reuben piace ma di cui non è innamorata. Approfittando della superstiziosità dei Light, Ramsay Fife fa uno scherzo di cattivo gusto a Reuben, che fugge di casa per la vergogna. Il giovane torna solo molto tempo dopo, profondamente cambiato: Reuben è diventato ateo e ha un atteggiamento sprezzante per la religiosità dei genitori, avendo trovato una nuova fede nella scienza. 
Anche il suo atteggiamento nei confronti di Ada è cambiato e ora tratta la giovane di cui era innamorata con disprezzo e distacco. Dopo la morte della madre, tuttavia, Reuben entra in crisi e si sente in colpa; avendo rinunciato a Dio, cerca risposte nelle dinamo della centrale idroelettrica supervisionata da Mr Fife. Nel suo delirio, Reuben si sente compreso, amato e perdonato dalle dinamo e porta Ada davanti al loro cospetto; quando però crede che le macchine rifiutano la giovane, Reuben le spara e si suicida rimanendo fulminato nelle dinamo.